# Episemura ensata
Episemura ensata là một loài tò vò trong họ Ichneumonidae.